# Một phần ba
{\displaystyle {\frac {1}{3}}} (một phần ba) là một phân số tối giản là kết quả của phép tính 1 chia cho 3 hoặc là kết quả của bất kỳ số nào chia cho một số gấp ba lần nó. Nhân một phần ba tức là chia cho ba.